# Liste des dirigeants actuels des provinces des Îles Salomon
 (août 2023).
Cette page dresse la liste des dirigeants actuels des 9 provinces formant l’État des Îles Salomon (plus Honiara).

## Dirigeants des provinces
| Province           | Titre            | Nom                         | Depuis (le)      |
| ------------------ | ---------------- | --------------------------- | ---------------- |
| Honiara            | Lord Mayor       | Edward Kasuteé Siapu        | 2023             |
| Centre             | Premier ministre | Patrick Vasuni              | 24 août 2016     |
| Choiseul           | Premier ministre | Jackson Kiloe               | 1997             |
| Guadalcanal        | Premier ministre | Anthony Veke                | 29 mars 2016     |
| Isabel             | Premier ministre | Amos Gigini                 | 17 décembre 2010 |
| Makira-et-Ulawa    | Premier ministre | Stanley S. Siapu            | 12 janvier 2016  |
| Malaita            | Premier ministre | Daniel Suidani              | juin 2019        |
| Ouest              | Premier ministre | Wayne Maepio                | 10 août 2016     |
| Rennell-et-Bellona | Premier ministre | Collin Singamoana Tesu'atai | 30 décembre 2014 |
| Temotu             | Premier ministre | Buddley Soakifono           | 14 janvier 2015  |

## Note(s)
1. ↑  (en-US) Chris Hapert, « HONIARA CITY COUNCIL 45th INDEPENDENCE ANNIVERSARY CELEBRATION 2023 MESSAGE », sur Honiara City Council, 5 juillet 2023 (consulté le 30 janvier 2024)
2. ↑  Précédemment d’avril 2006 à février 2007 (intérim) et du 14 juin 2007 à décembre 2010.
3. ↑  Précédemment de décembre 2010 au 22 février 2013 et du 20 mai au 29 décembre 2014.